# Sloet

Wapen van de tak Van den Clooster Sloet tot Everlo (1903)

Sloet (ook: Van den Clooster Sloet tot Everlo, Sloet tot de Beele, Sloet tot Boekeloo, Sloet tot Borchbeuningen, Sloet tot Buckhorst, Sloet tot Cannevelt, Sloet tot Diepenbroeck, Sloet tot Diepenheim, Sloet tot Everlo, Sloet van den Grimberg, Sloet tot de Haare, Sloet tot Hagensdorp, Sloet tot Kerssenberg, Sloet tot Lindenhorst, Sloet van Marxveld, Sloet tot Nijerwal, Sloet tot Oldenhof, Sloet tot Oldhuis, Sloet tot Oldruitenborg(h), Sloet tot Plattenburg, Sloet tot den Rutenberg, Sloet toe Salcke, Sloet van Scherpenzeel, Sloet tot Singraven, Sloet tot Slotenhagen, Sloet tot/van Toutenburg, Sloet tot/van Tweenijenhuizen, Sloet tot Warmeloo, Sloet tot Westerborch, Sloet tot Westerholt, Sloet tot Zwanenburg, Sloet tot Zwollingerkamp) is een oud-adellijk geslacht waarvan leden eeuwenlang in Vollenhove gevestigd waren.

## Geschiedenis
De bewezen stamreeks begint met Johan Sloet (de jonge), die in 1350 wordt vermeld als riddermatige ten landdage van Overijssel en die overleed kort voor 31 juli 1409. Latere nazaten werden als riddermatigen vermeld. In de loop der eeuwen verwierven, mede door huwelijken met erfdochters, leden van het geslacht havezaten in Vollenhove en waarvan takken hun toenaam daaraan ontleenden. In de zesde generatie splitste het geslacht zich af in drie takken.
Door hun riddermatigheid, hun bezittingen (havezaten), lidmaatschap van de ridderschappen, afgevaardigd worden ter Staten-Generaal en andere bestuursfuncties hadden de Sloets invloed op het lokaal, provinciaal en nationaal bestuur. Ook na de instelling van het koninkrijk hadden zij invloed op provinciaal en nationaal niveau; door burgemeesterschappen hadden zij ook invloed op het lokale bestuur. Bovendien werden leden van het geslacht na 1815 lid van de Kamers der Staten-Generaal.
Leden van het geslacht werden in het Koninkrijk der Nederlanden opgenomen in 1814 en 1816 in de nieuwe ridderschappen waardoor zij tot de nieuwe adel gingen behoren. Van 1819 tot 1881 vond erkenning plaats van de titel van baron en/of erkenning in de adel met de titel van baron.

### Naamswijzigingen
Voor de invoering van de Burgerlijke Stand voerden leden van het geslacht vaak dubbele namen die verwezen naar hun havezaten. Enkele van die dubbele geslachtsnamen werden in de registers van de Burgerlijke Stand geofficialiseerd. Enkele personen verkregen na 1811 officieel naamswijziging bij Koninklijk Besluit, waardoor tevens hun nageslacht die naam verkreeg:
- Franz Georg baron Sloet (1810-1890): verkreeg in 1889 naamswijziging tot Sloet tot Everlo;
- Mr. Arnoldus Leonardus Nicolaas baron Sloet tot Everlo (1855-1913): verkreeg in 1889 naamswijziging tot Van den Clooster Sloet tot Everlo waarbij de adellijke titel aan het naamdeel Sloet voorafgaat.

## Bestuur

### Bestuur voor 1795
Leden van het geslacht waren lid van de ridderschap of verschenen op de landdag en hadden daardoor invloed op het provinciaal en/of landelijk bestuur. Hiervoor was onder andere het bezit van een havezate noodzakelijk. Volgens bronnen zijn de volgende leden van het geslacht op deze wijze bestuurlijk actief geweest.

#### Bestuurders
Jan Sloet, heer van Tweenyenhuizen (1384-1460) in 1408 op de landdag verschenen.
- Arent Sloet, heer van Tweenyenhuizen (ca. 1419-1486), in 1460 op de landdag verschenen.
  - Johan Sloet († ca. 1543), riddermatige ter klaring 1497-1527
    - Arend Sloet (1510-1570), verschreven ten landdage 1539-1566
      - Johan Sloet [tot Tweenijenhuizen] (1552-1613), verschreven ten landdage 1579-1605, gedeputeerde ter Staten-Generaal 1591-1606
        - Arend Sloet tot Tweenijenhuizen (1591-1644), verschreven in de Ridderschap 1619, gecomitteerde ter Admiraliteit van Amsterdam 1626 en 1642
          - Johan Sloet tot Tweenijenhuizen († 1690), verschreven in de Ridderschap 1644, koopt het recht van havezate van Hagensdorp en verlegt het in 1667 op zijn huis Vollenhove, lid van gedeputeerde Staten van Overijssel 1660-1670, verwalter-drost van Vollenhove 1674-1675
            - Arend Sloet tot Tweenijenhuizen (1660-1706/08), verschreven in de Ridderschap 1684, gedeputeerde ter Generaliteitskamer 1703-1706, lid van gedeputeerde Staten van Overijssel 1706
            - Arend Herman Sloet tot Hagensdorp (1661-1728), sergeant-majoor, verschreven in de Ridderschap 1685, lid van gedeputeerde Staten van Overijssel 1706-1712, drost van Vollenhove 1712-1728
            - Jan Sloet tot Plattenburg (1664-1722), kanunnik te Oldenzaal, ritmeester, verschreven in de Ridderschap 1705

        - Johan Sloet (ca. 1595-?), burgemeester van Kampen

      - Roelof Sloet tot Nijerwal (ca. 1555-1628), verschreven in de Ridderschap 1612, lid van gedeputeerde Staten van Overijssel 1621-1625
        - Arend Sloet tot Nijerwal (ca. 1583-1656), verschreven in de Ridderschap 1627, luitenant-kolonel, gedeputeerde ter Staten-Generaal 1630-1637, gedeputeerde ter Generaliteitsrekenkamer 1631-1635, lid van gedeputeerde Staten van Overijssel 1644-1652

    - Johan Sloet de Oude (1515-1597), verschreven ten landdage 1545-1591, drost van Vollenhove 1552-1597
      - Johan Sloet de Jonge (1550-1611), verschreven ten landdage 1580-1591, verwalter-drost van Vollenhove, drost van Vollenhove en kastelein van Kuinre 1597-1611, gecomitteerde ter Staten-Generaal 1580-1593, gedeputeerde ter Staten-Generaal 1593-1611, commandant van Kampen 1582, mede-ondertekenaar van het 12-jarig bestand in 1609
      - Coenraad Sloet (ca. 1552-1603), verschreven ten landdage 1590 en 1591, lid van gedeputeerde Staten van Overijssel 1594-1602, ontvanger van Vollenhove 1595-1603
        - Boldewijn Sloet tot Slotenhagen (1588-1649/1650), verschreven in de Ridderschap 1612, gedeputeerde ter Staten-Generaal 1620-1625, landrentmeester van Vollenhove 1621-1648, lid van gedeputeerde Staten van Overijssel 1625-1638, gedeputeerde ter Generaliteitsrekenkamer 1643-1647
          - Thomas Borchard Sloet (1615-1659), verschreven in de Ridderschap 1637
          - Coenraad Willem Sloet tot Slotenhagen († 1677), verschreven in de Ridderschap 1650, landrentmeester van Vollenhove 1648-1677,  gedeputeerde ter Generaliteitsrekenkamer 1669-1671
            - Boldewijn Sloet tot Slotenhagen en Lindenhorst (1660-1721), verschreven in de Ridderschap 1684, gecomitteerde ter kamer Delft van de Oostindische Compagnie 1700, gedeputeerde ter Generaliteitsrekenkamer 1706-1707, gedeputeerde ter  Raad van State 1711-1712, lid van gedeputeerde Staten van Overijssel 1712-1721
              - Coenraad Willem Sloet tot Lindenhorst en Slotenhagen (1687-1724), verschreven in de Ridderschap 1710, landrentmeester van Vollenhove  1713-1724
                - Boldewijn Sloet tot Lindenhorst en Slotenhagen (1716-1758), verschreven in de Ridderschap 1740, landrentmeester van Vollenhove 1753-1758

### Ridderschappen 1814-1850
In 1814 werden Ridderschappen in de meeste provincies ingesteld die via hun afvaardigingen in Provinciale Staten vanaf 1817 ook invloed hadden op het kiezen van leden, en dus de samenstelling van de Eerste Kamer der Staten-Generaal. Deze staatsrechtelijke rol hield in 1850 op te bestaan. De volgende leden van het geslacht werden lid van de Ridderschap; hun jaar van benoeming/toelating alsmede beëindiging van hun lidmaatschap worden vermeld, alsmede of zij lid werden van Provinciale Staten (PS) of Gedeputeerde Staten (GS).

#### Gelderland
- Mr. Antonie Frederik baron Sloet, heer van Zwanenburg (1809-1883), lid 1836-1850, lid PS

#### Overijssel
- Floris Willem baron Sloet, heer van Warmelo en Kersbergen (1753-1838), lid 1814-1838
- Jhr. Robbert Adolf Borchard Jan Sloet, heer van Westerholt (1746-1816), lid 1814-1816, lid PS
- Ludolph Everhardus Willem Sophonius baron Sloet, heer van Oldhuis en de Beele (1750-1819), lid 1814-1819
- Coenraad Willem baron Sloet van Tweenyenhuizen (1767-1849), lid 1814-1849, lid GS
- Mr. Reint Wolter baron Sloet van Marxveld (1755-1842), lid 1814-1842, lid GS
- Andries baron Sloet tot Everlo, heer van Everlo (1780-1844), lid 1814-1844, lid PS
- Anthony baron Sloet van Oldruitenborgh, heer van Oldruitenborgh, Toutenburg, Benthuys, Nijerwal en de Oldenhof (1769-1853), lid 1814-1850, lid PS
- Roelof baron Sloet van Lindenhorst (1778-1854), lid 1814-1850
- Berend baron Sloet tot Warmelo (1753-1825), lid 1814-1825
- Boldewijn Reint Wolter baron Sloet, heer van Hagensdorp (1773-1863), lid 1814-1850
- Lodewijk Arend baron Sloet tot Warmelo, heer van Diepenheim (1786-1840), lid 1816-1840, lid PS
- Mr. Harmen Willem Jan baron Sloet tot Westerholt (1787-1840), lid 1816-1840, lid PS
- Arend baron Sloet tot Tweenijenhuizen (1790-1849), lid 1816-1849
- Mr. Jan Willem baron Sloet van Oldruitenborgh (1792-1863), lid 1816-1850, lid PS
- Willem Johan Philip baron Sloet van Toutenburg (1796-1873), lid 1816-1850
- Mr. Johan Philip baron Sloet tot Tweenyenhuizen (1794-1874), lid 1834-1850, lid PS
- Gerhard Carel baron Sloet, heer van Warmelo (1800-1872), lid 1837-1850

## Havezaten
Om deel uit te maken van het provinciaal bestuur van Overijssel voor 1795 dienden edellieden te beschikken over een erkende havezate, alsmede over een bepaald bedrag aan goederen. Het geslacht Sloet heeft in de loop der eeuwen daarvan vele bezeten in Vollenhove en omstreken, en velen van hen hadden vervolgens ook zitting in de (oude) ridderschappen voor 1795. Een enkele maal werd het recht van verschrijving op verzoek verplaatst van de ene naar een andere havezate. Na de omwenteling en de instelling van de nieuwe Ridderschap van Overijssel in 1814 was benoeming daarin voldoende en was het bezit van een havezate geen vereiste meer, en daarmee kwam de mogelijkheid vrij om de havezaten te verkopen, hetgeen dan ook na 1814 gebeurde. De nieuwe ridderschap behield tot aan de invoering van de Provinciewet een bestuurlijke functie, en ook daarin hadden leden van het geslacht Sloet zitting. De Sloets hebben in de loop der eeuwen de volgende havezaten bezeten.

### De Eese
De havezate De Eese was eeuwenlang in het bezit van het geslacht Van Rechteren. Na overlijden van Frederik Lodewijk Christiaan van Rechteren in 1814 kwam de helft van De Eese aan dochter Florentina Carolina Elisabeth die in 1822 trouwde met Joan Philip Sloet tot Tweenijenhuizen; na haar overlijden in 1859 werd die helft verdeeld onder twee dochters Sloet die hun deel in 1861 verkochten aan een neef Van Rechteren waarmee het geheel opnieuw in dat laatste geslacht kwam waarin het tot 1879 zou blijven. Daarmee was de helft van De Eese van 1822/1859 tot 1861 in het bezit van leden van het geslacht Sloet geweest.

### De Hare
Havezate de Hare lag in het schoutambt Oldemarkt en werd mogelijk in het begin van de 18e eeuw afgebroken. Waarschijnlijk behoorde het toe aan Arend Sloet tot Tweenijenhuizen (1510-1579) die in 1539 ten landdage werd verschreven als riddermatige. Het bleef in zijn nageslacht tot 1668 waarna het overging op het geslacht Van Bootsma waarvan een lid getrouwd was met een erfdochter Sloet. In 1675 werd het recht van havezate nog eens door de Staten bevestigd. In 1712 werd het recht van havezate verlegd naar een huis in de Bisschopstraat te Vollenhove ten behoeve van ene Sloet van Lindenhorst waarmee dat recht van havezate dus opnieuw in het geslacht Sloet kwam.

### De Oldenhof
In 1634 wordt melding gemaakt van de havezate Oldenhof en het goed de Grote Halle die toebehoorden aan Gerhard Sloet tot Oldenhof, heer van Singraven en de Oldenhof (1607-1680). In datzelfde jaar begon de bouw van het huis Grote Halle welke in 1635 gereed kwam. In 1640 liet Sloet het recht van verschrijving in de Ridderschap verleggen van de Oldenhof naar de Grote Halle; vervolgens werd het nieuwe huis ook aangeduid als de havezate Oldenhof. Na het overlijden van Gerhard Sloet in 1680 werd de havezate verkocht. In 1712 werd het aangekocht door een lid van het geslacht Mulert, welk geslacht het tot 1742 zou bezitten. Daarna kwam het enkele decennia later in bezit van het geslacht De Vos van Steenwijk dat het in 1825 verkocht aan mr. Jan Willem baron Sloet van Oldruitenborgh (1792-1863) zodat het huis opnieuw na bijna 150 jaar in het geslacht Sloet kwam. Tot nu toe is het in dit geslacht gebleven, vanaf 1976 ondergebracht in een (familie)stichting.

### Toutenburg
In 1782 verwierf Arent Sloet, heer van Tweenyenhuizen, Hagensdorp, Oldruitenborgh, Toutenburg en Ter Heyll (1722-1786) gronden rond Toutenburg, diens erven in 1787 het huis zelf. Het was toen reeds in ruïneuze toestand en dat bleef zo. Het maakte onderdeel uit van de goederen rond de havezate Oldruitenborgh en die bleven in gemeenschappelijke hand van de Sloets totdat ook Oldruitenborgh in de 20e eeuw werd verkocht aan de gemeente Vollenhove.

### Tweenijenhuizen
In 1431 werd Johan Sloet beleend met het goed Tweenijenhuizen ten behoeve van zijn vader Volkier Sloet. Nazaat Johan Sloet verkreeg in 1570 van zijn vader Arend het goed en ging zich vervolgens Sloet van Tweenijenhuizen noemen. Na de verdeling van de boedel na het overlijden van diens weduwe Adriana Kruese in 1636 verkreeg de oudste zoon in 1637 wat toen genoemd werd de adellijke havezate. Vervolgens werden nazaten wegens dit goed verschreven in de Ridderschap. In 1882 werd de havezate afgebroken; het landgoed bleef tot 1900 in het geslacht Sloet waarmee het een van de langst bezeten havezaten in het geslacht bleef, gedurende bijna 500 jaar.

### Benthuis
Arent Sloet (†1636), commandeur van Doesburg, verkocht in 1633 de havezate het Benthuis. Daarna kwam het gedurende eeuwen in bezit van andere (adellijke) geslachten. Pas in 1811 kwam het door koop weer in het geslacht Sloet, namelijk van Anthony baron Sloet van Oldruitenborgh, heer van Oldruitenborgh, Toutenburg, Benthuys, Nijerwal en de Oldenhof (1769-1853). Toen werd het goed bij Oldruitenborgh gevoegd en werd het huis in 1840 gedeeltelijk, kort daarna geheel gesloopt. In 1857 werd echter de eerste steen gelegd voor een nieuw huis op diezelfde grond; dit huis bestaat nog steeds en werd in 1976 als onderdeel van het gemeentehuiscomplex van Brederwiede gerestaureerd.

## Enkele telgen
Alle in de adel van het koninkrijk opgenomen leden stammen af van drie broers, zonen van Johan Sloet uit de vijfde generatie. In de zesde generatie splitst zich het geslacht in drie takken.
Johan Sloet, in de Ridderschap van Vollenhove, overleden omstreeks 1543
- Arent Sloet (1510-1570), stamvader van de oudste tak
- Barthold Sloet (†1601), stamvader van de middelste tak
- Johan Sloet (de Oude) (1515-1597), stamvader van de jongste tak

### Oudste tak
Adriaan Sloet, heer van de Karssenberg, Oye, Diepenbroeck (1710, door koop) en Westerholt (1715, door koop) (1641-1723), burgemeester van Lochem
- Wolter Herman Sloet, heer van de Kerssenberg, Diepenbroeck, Oye en Westerholt (1676-1736), schepen en burgemeester van Zutphen
  - Jan Adriaan Joost Sloet, heer van Diepenbroeck, de Kerssenberg, Oye, Oldhuis en Westerholt (1710-1768), schepen en burgemeester van Zutphen
    - Mr. Adriaan Wolter Willem baron Sloet, heer van Diepenbroeck en Sinderen (1744-1824), stamvader van de tak Diepenbroeck en Sinderen
    - Jhr. Robbert Adolf Borchard Jan Sloet, heer van Westerholt (1746-1816), stamvader van de tak Westerholt
    - Jan Zeiger Sloet, heer van de Bellinckhof (1783-1798), de Grimberg (1787-1802) en Sinderen (1747-1804), stamvader van de tak Bellinckhof en Grimberg
    - Ludolph Everhardus Willem Sophonius baron Sloet, heer van Oldhuis en de Beele (1750-1819), stamvader van de tak Oldhuis en de Beele

#### Tak Diepenbroeck en Sinderen

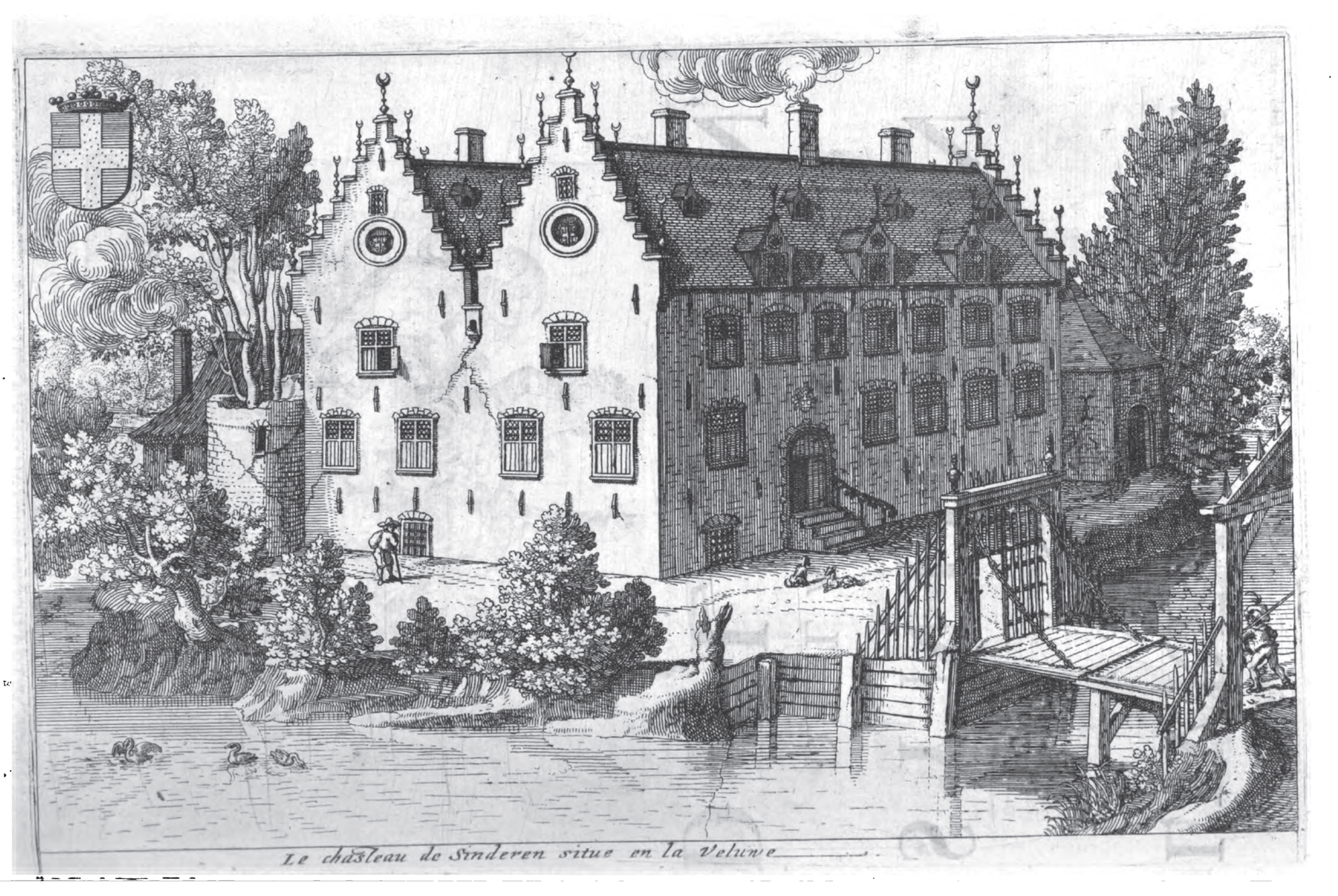
Sinderen volgens een 17e-eeuwse prent; in bezit van het geslacht van 1772 tot 1906

##### Geschiedenis
Deze tak behield aanvankelijk Diepenbroeck en verkreeg door huwelijk in 1772 het goed Sinderen. Dit laatste bleef tot 1906 in deze tak die toen met de laatste telg uitstierf.

##### Enkele telgen
Mr. Adriaan Wolter Willem baron Sloet, heer van Diepenbroeck en Sinderen (1744-1824), schepen van Zutphen, afgevaardigde ter Staten-Generaal, lid Provinciale Staten van Gelderland, commandeur, coadjutor en landcommandeur van de Duitsche Orde; trouwde in 1772 met Johanna Helena van Rhemen, vrouwe van Sinderen (1752-1793) die Sinderen inbracht in het geslacht Sloet
- Gerrit Jan baron Sloet, heer van Sinderen (1777-1835)
  - Woltera Wilhelmina Helena Gerardina barones Sloet, vrouwe van Sinderen (1823-1906), laatste telg van deze tak
- Wilhelmina Catharina Geertruyd Everdina barones Sloet tot Diepenbroeck (1783-1832); trouwde in 1804 met mr. Cornelis Maria van Hengst (1771-1848), hoogheemraad, rechter, lid Vergadering van Notabelen

#### Tak Westerholt

##### Geschiedenis
Deze tak behield de havezate Westerholt en nam de naam Sloet tot Westerholt aan. Leden van deze tak waren bestuurders op lokaal en regionaal niveau. Met een kleindochter van de stamvader stierf deze tak in 1918 uit.

##### Enkele telgen
Jhr. Robbert Adolf Borchard Jan Sloet, heer van Westerholt (1746-1816), gedeputeerde ter Staten-Generaal, lid Ridderschap en Provinciale Staten van Overijssel
- Mr. Harmen Willem Jan baron Sloet tot Westerholt (1787-1840), vrederechter en kantonrechter te Vollenhove, lid Ridderschap en Provinciale Staten van Overijssel
  - Gerharda barones Sloet tot Westerholt (1831-1918), laatste telg van deze tak; trouwde in 1871 met Antonij Johan ten Cate (1822-1886), burgemeester en lid Provinciale Staten van Overijssel

#### Tak Bellinckhof en Grimberg

##### Geschiedenis
Deze tak bezat de Bellinckhof, de Grimberg en Sinderen. De Grimberg bleef ook nog de volgende generatie in deze tak. Met een dochter stierf deze tak in 1853 uit.

##### Enkele telgen
Jan Zeiger Sloet, heer van de Bellinckhof (1783-1798), de Grimberg (1787-1802) en Sinderen (1747-1804), in de Ridderschap van Overijssel
- Adriaan Wolter Willem baron Sloet, heer van de Grimberg (1770-1803), luitenant
- Wilhelmina Agnis barones Sloet tot de Grimberg (1773-1853), laatste telg van deze tak; trouwde in 1793 met mr. Barthold de Schepper (1762-1805), onder andere burgemeester van Deventer

#### Tak Oldhuis en de Beele

##### Geschiedenis
Deze tak behield aanvankelijk Oldhuis en de Beele. Deze tak leverde bestuurders op gemeentelijk, provinciaal en landelijk niveau. Een nazaat vestigde zich rond 1915 in de Verenigde Staten van Amerika maar deze tak is in 1988 in mannelijke lijn uitgestorven. Deze tak is anno 2018 de oudste tak en levert de chef de famille.

##### Enkele telgen
Ludolph Everhardus Willem Sophonius baron Sloet, heer van Oldhuis en de Beele (1750-1819), gecommitteerde bij de Raad van State, lid Ridderschap van Overijssel
- Jan Adriaan Joost baron Sloet tot Oldhuis, heer van de Beele (1783-1859), districtscommissaris van de Veluwe, lid Provinciale Staten van Gelderland
  - Mr. Ludolph Anne Jan Wilt baron Sloet, heer van de Beele (1806-1890), o.a. buitengewoon lid (1848) en lid (1868-1871) van de Tweede Kamer der Staten Generaal, Gouverneur-Generaal van Nederlands Indie (1861-1866), president-curator van de Rijksuniversiteit Leiden (1877-1890)
    - Maria Paulina barones Sloet (1843-1907); trouwde in 1864 met jhr. Gneomar Adalbert van Nispen (1839-1921), burgemeester, lid Provinciale en Gedeputeerde Staten van Gelderland en telg uit het geslacht Van Nispen
    - Mr. Johan Julius Sigismund baron Sloet (1845-1919), archivaris en historicus
      - Mr. Antonie Wilhelmus baron Sloet (1875-1963), jurist
        - Anton Willem baron Sloet [zich noemende: Sloet tot Oldhuis] (1918-1984), notaris
          - Mr. Ritsaert Adelbert Anne Wilt baron Sloet (1956), belastingadviseur en sedert 1984 chef de famille

  - Mr. Bartholomeus Willem Anne Elisa baron Sloet tot Oldhuis (1807-1884), politicus, schrijver en dichter

### Middelste tak
Barthold Sloet (†1601), riddermatige ten landdage van Overijssel
- Arent Sloet (†1636), stamvader van de tak Warmelo
- Geert Sloet (†1606), stamvader van de tak Everlo

#### Tak Warmelo

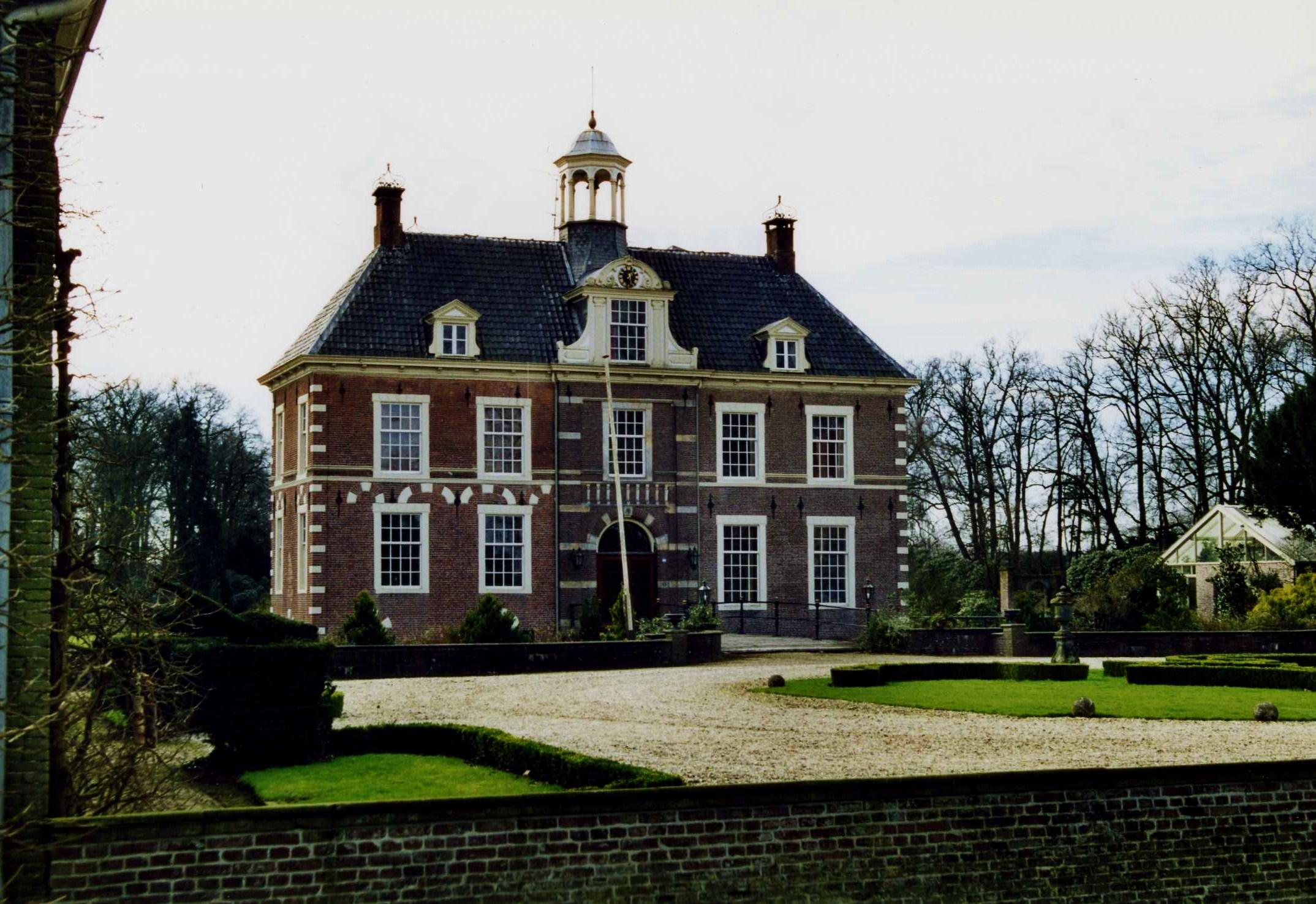
Warmelo in 2012, van 1668 tot 1872 in het geslacht Sloet.

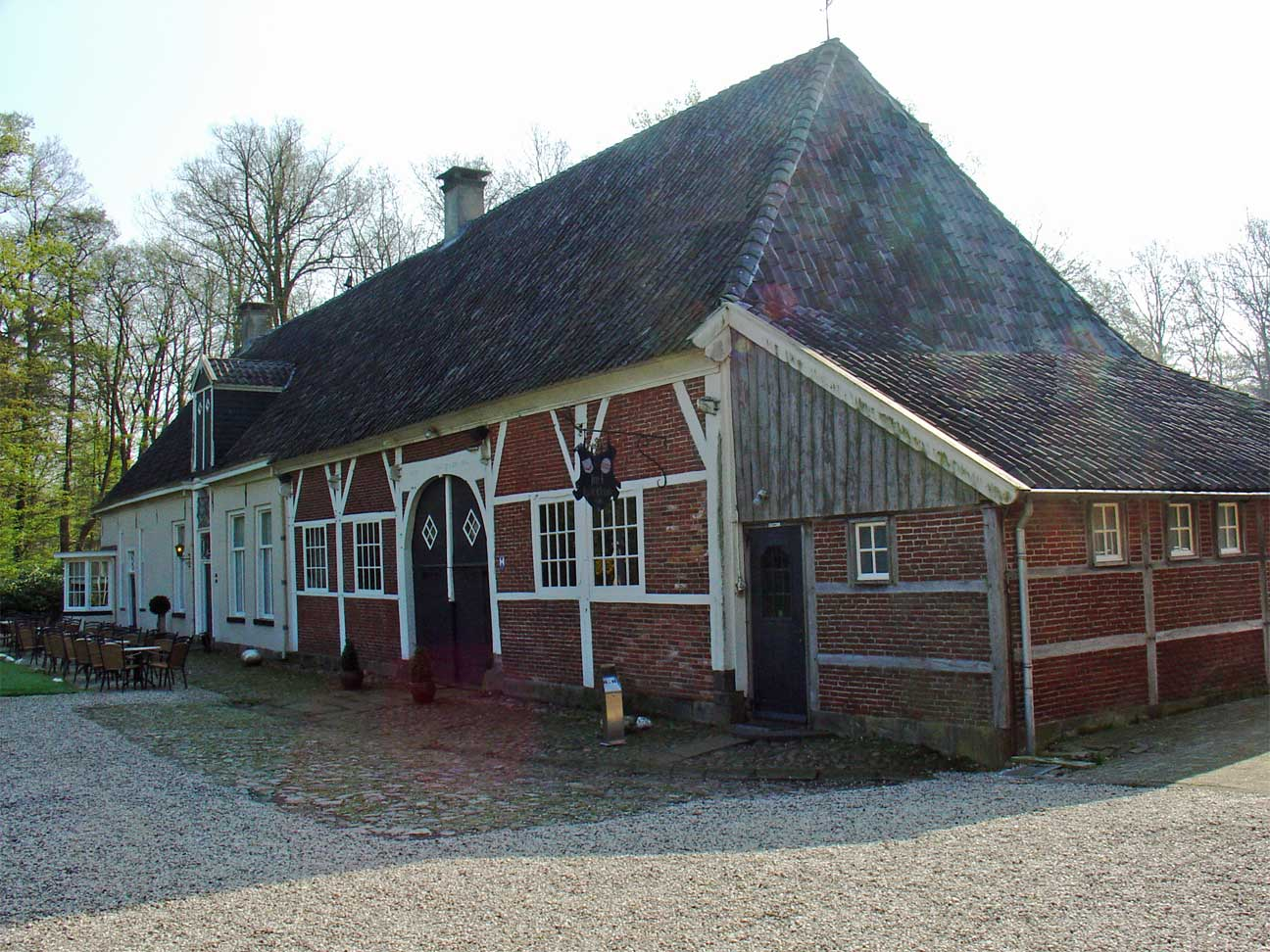
Everlo, van 1762 tot 1831 in het geslacht Sloet.

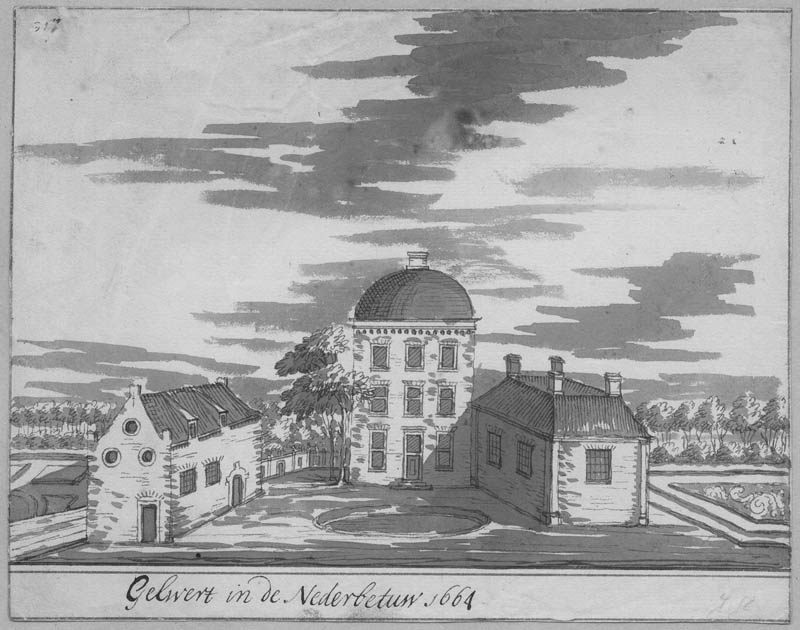
Huis Geldersweert in 1664, van ca. 1726 tot 1754 in het geslacht Sloet.

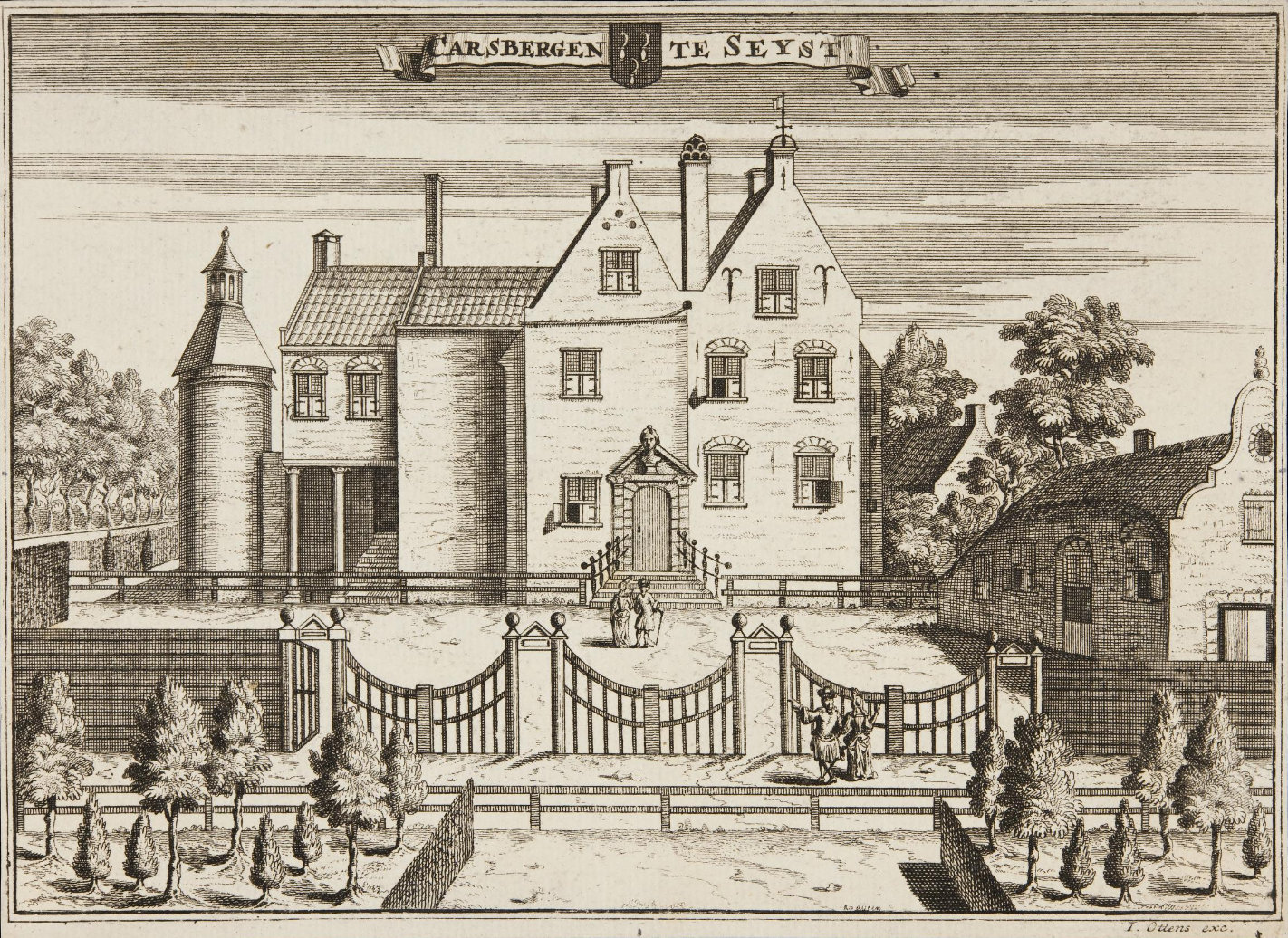
Kersbergen door Jan van Vianen, van 1751 tot 1838 in het geslacht Sloet.

##### Geschiedenis
Deze tak ontleent haar naam aan Warmelo dat enkele eeuwen in haar bezit bleef. Leden vervulden bestuursfuncties op lokaal en nationaal niveau. De tak stierf in 1883 uit.

##### Enkele telgen
Barthold Sloet (†1601), riddermatige ten landdage van Overijssel
- Arent Sloet (†1636), commandeur van Doesburg
  - Timon Sloet, heer van Boekelo (onder Bennekom) (1613-1680), raad van Indië, viceadmiraal
    - Arent Sloet, heer van Boekelo en Warmelo (1638-1687), in de Ridderschap van Overijssel; trouwde in 1668 met Catharina Florentina de Bedarides, vrouwe van Warmelo (1642-1726), dochter van Daniël de Bedarides, heer van Geldersweert
      - Joan Albert Sloet, heer van Warmelo, Peckedam en Geldersweert (†1754), in de Ridderschap van Overijssel, gedeputeerde ter Staten-Generaal, drost van Diepenheim en Haaksbergen
        - Arent Sloet, heer van Warmelo en Kersbergen (1708-1771), in de Ridderschap van Overijssel, gedeputeerde ter Staten-Generaal; trouwde in 1751 met Florentina Wilhelmina Borre van Amerongen, vrouwe van Kersbergen en Bergesteyn (1718-1777), dochter van Floris Willem Borre van Amerongen, heer van Kersbergen
          - Floris Willem baron Sloet, heer van Warmelo en Kersbergen (1753-1838), gedeputeerde ter Staten-Generaal, landcommandeur Duitsche Orde, lid Eerste Kamer der Staten-Generaal, commandeur en landcommandeur Duitsche Orde
            - Lodewijk Arend baron Sloet tot Warmelo, heer van Diepenheim (1786-1840), lid Provinciale Staten en Ridderschap van Overijssel, militiecommissaris
            - Gerhard Carel baron Sloet, heer van Warmelo (1800-1872), lid van de Ridderschap van Overijssel, rijksontvanger, laatste heer van Warmelo uit het geslacht Sloet dat het vanaf 1668 in bezit had
              - Helena Louisa barones Sloet tot Warmelo (1830-1883), laatste telg van deze tak

#### Tak Everlo

##### Geschiedenis
Deze tak ontleent haar naam aan Everlo dat ongeveer een eeuw (tot 1831) in haar bezit bleef en door huwelijk in 1717 met een telg uit het geslacht Van den Clooster in deze tak kwam; aan die laatste telg ontleent een deel van deze tak de naam Van den Clooster Sloet tot Everlo. Deze tak leverde bestuurders op voornamelijk plaatselijk niveau, enkelen op regionaal niveau.

##### Enkele telgen
Geert Sloet (†1606), commandeur te Rheinberg bij Wezel
- Gerhard Sloet tot Oldenhof, heer van Singraven en de Oldenhof (1607-1680), in de Ridderschap van Overijssel en landrentmeester van Twenthe
  - Gerhardt [Borchard] Sloet, heer van de Oldenhof, Canneveld en Singraven (1638-1722), kapitein in Statendienst, in de Ridderschap van Overijssel; trouwde in 1671 met Jurriana Mechteld Sloet, vrouwe van Canneveld (1646-1700), dochter van Arend Sloet, heer van Nijerwal en Canneveld
    - Rudolph Bartolt Sloet, heer van Canneveld (1688-1732), kapitein in Statendienst, in de Ridderschap van Overijssel; trouwde in 1717 met Margaretha van den Clooster tot Everlo (†1777), dochter van Edzard van den Clooster, heer van Everlo
      - Reint Jan Sloet, heer van Everlo (1722-1796), in de Ridderschap van Overijssel
        - Frans Willem Sloet tot Everlo (1775-1820), kapitein
          - Franz Georg baron Sloet tot Everlo (1810-1890), geneesheer
            - Mr. Arnoldus Leonardus Nicolaas van den Clooster baron Sloet tot Everlo (1855-1913), griffier kantongerecht, lid gemeenteraad van Rotterdam, stamvader van de tak Van den Clooster Sloet tot Everlo
              - Mr. Constant Arnold Franciscus Herman Willy Bernard van den Clooster baron Sloet tot Everlo (1898-1977), NSB-burgemeester van 's-Hertogenbosch en kunstschilder
                - Joséphine Constante Pauline Florence van den Clooster barones Sloet tot Everlo (1945), beeldend kunstenaar onder de naam Josephine Sloet; trouwde in 1999 met Gerardus Petrus Maria Verdijk (1934-2005), kunstenaar

              - Willem Johannes Arnoldus Franciscus Reintjan van den Clooster baron Sloet tot Everlo (1901-1993), burgemeester; trouwde in 1949 met jkvr. Marie Claire Joseph Zoé Edouard Ghislaine de Meester de Betzenbroeck (1920-2007), telg uit het Belgische adelsgeslacht De Meester
              - Judith Aloysia Cornelia Sophia Wilhelmina Maria van den Clooster barones Sloet tot Everlo (1905-2000); trouwde in 1932 met Willem Daniël van Gogh (1902-1993), zoon van Willem Jacob van Gogh (1863-1934) en de schrijfster  Anna van Gogh-Kaulbach (1869-1960)
              - Maria Madeleine Rudolphine Jeanne Sophie Adrienne van den Clooster barones Sloet tot Everlo (1909-1999); trouwde in 1937 met mr. dr. Robert Maria Albert AIoys Geuljans (1910-1975), laatstelijk burgemeester van Breda.

        - Andries baron Sloet tot Everlo, heer van Everlo (1780-1844), in de Ridderschap en Provinciale Staten van Overijssel

### Jongste tak

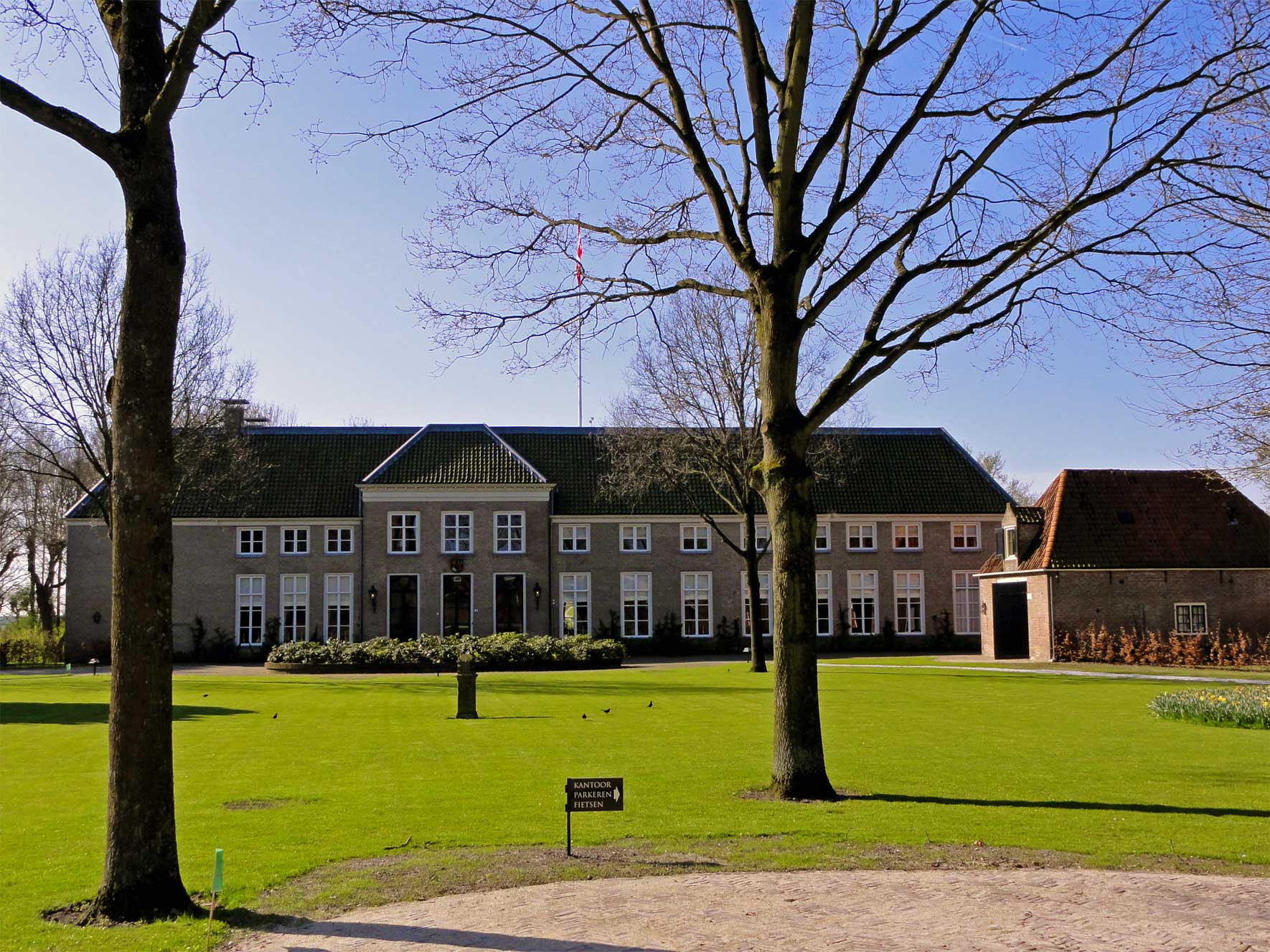
Oldruitenborgh, sinds 1712/1742 in het geslacht Sloet.

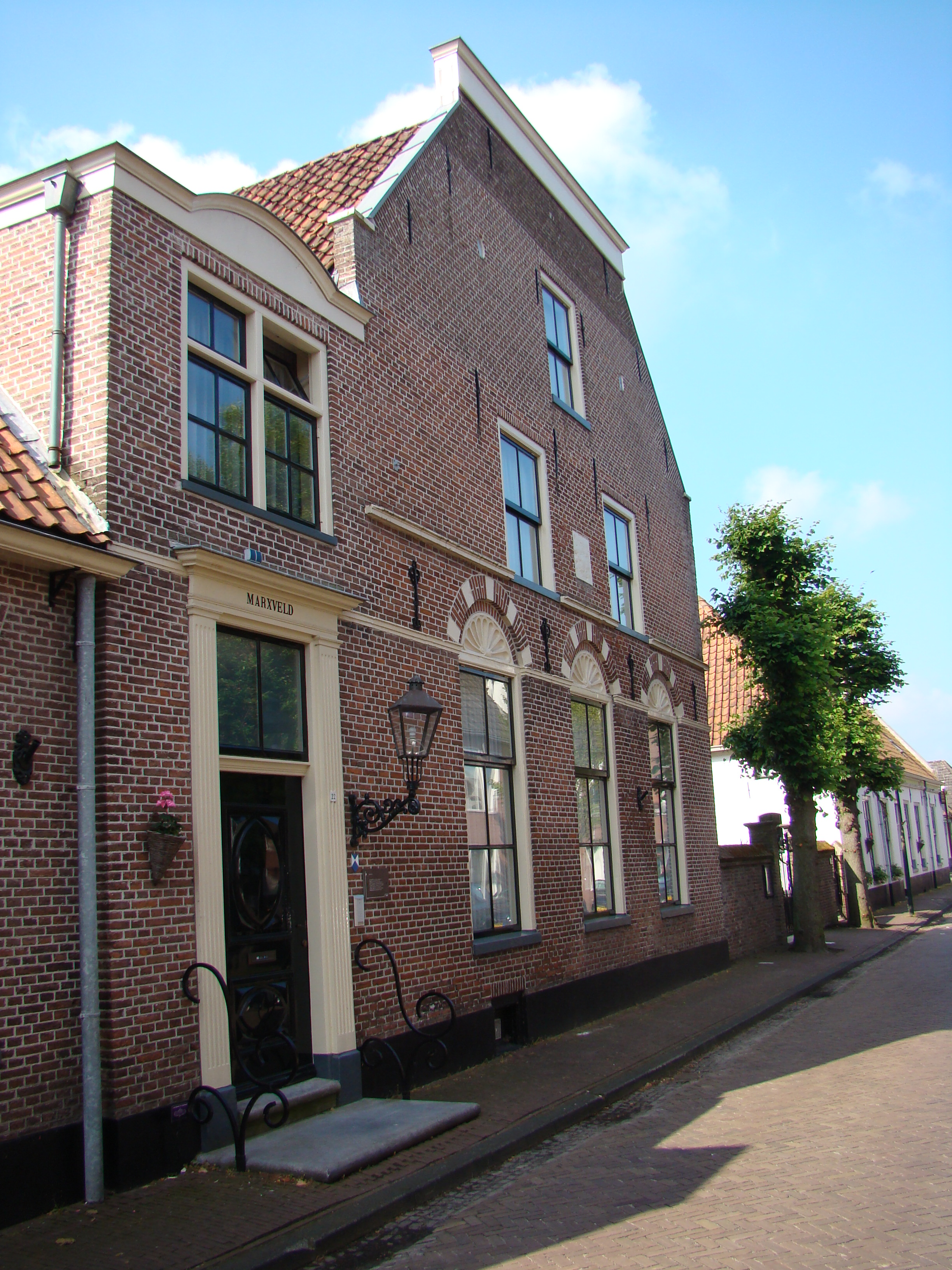
Marxveld, tot 1987 in het geslacht Sloet.

Johan Sloet (†1597), riddermatige in Overijssel, drost van Vollenhove, kastelein van Kuinre, commandeur van Kampen, ondertekenaar voor Overijssel van de Unie van Utrecht
- Coenraad Sloet (ca. 1552-1603), riddermatige in Overijssel, drost van IJsselmuiden en Genemuiden
  - Boldewijn Sloet, heer van Slotenhagen ([1588]-?), in de Ridderschap van Overijssel, landrentmeester van Vollenhove
    - Coenraad Willem Sloet, heer van Slotenhagen en Lindenhorst ([1629]-1677), in de Ridderschap van Overijssel, landrentmeester van Vollenhove
      - Boldewijn Sloet, heer van Slotenhagen en Lindenhorst (1660-1721), gecommitteerde in de Raad van State en gedeputeerde in de Staten van Overijssel, kanunnik van Oldenzaal
        - Coenraad Willem Sloet, heer van Lindenhorst en Slotenhagen (1687-1724), in de Ridderschap van Overijssel, landrentmeester van Vollenhove; trouwde in 1712 met Anna Judith van Echten tot de Oldruitenborgh (1686-1742), dochter van Reint Wolter van Echten, heer van de Oldruitenborgh
          - Boldewijn Sloet, heer van Lindenhorst en Slotenhagen (1716-1758), stamvader van de tak Lindenhorst
          - Arent Sloet, heer van Tweenyenhuizen, Hagensdorp, Oldruitenborgh, Toutenburg en Ter Heyll (1722-1786), commandeur en coadjutor Duitsche Orde, drost van Salland, gedeputeerde ter Staten-Generaal, lid Staten en president Overijsselse Ridderschap
            - Coenraad Willem baron Sloet van Tweenyenhuizen (1767-1849), lid Gedeputeerde Staten van Overijssel, commandeur Duitsche Orde, lid en president Overijsselse Ridderschap, lid Provinciale en gedeputeerde Staten van Overijssel
            - Anthony baron Sloet van Oldruitenborgh, stamvader van de tak Oldruitenborgh
            - Anna Judith barones Sloet (1771-1858); trouwde in 1791 met mr. Gustaaf Willem baron van Imhoff (1767-1830), gouverneur van Groningen
            - Johanna Philippina Helena Gerardina barones Sloet (1772-1826); trouwde in 1790 met mr. Allard Philip Reinier Carel baron van der Borch, heer van Vorden, Leemcule, Helbergen en Lugtenberg en Verwolde (1766-1836), lid Eerste Kamer der Staten-Generaal
            - Boldewijn Reint Wolter baron Sloet, heer van Hagensdorp (1773-1863), landcommandeur Duitsche Orde, bewoner en overleden op Vosbergen; trouwde in 1800 met Catharina Elisabeth Louise barones van Dedem, vrouwe van Zwanenburg (1778-1851), dochter van Johan Albert baron van Dedem, heer van Vosbergen en Zwanenburg
              - Mr. Antonie Frederik baron Sloet, heer van Zwanenburg (1809-1883), rijksontvanger en lid Ridderschap en Provinciale Staten van Gelderland
                - Catharina Elisabeth Louise barones Sloet van Zwanenburg (1844-1916); trouwde in 1873 met Schelto baron van Heemstra (1842-1911), burgemeester, lid Provinciale Staten van Zuid-Holland en Tweede Kamerlid
                - Hilvaardine Theodora barones Sloet van Zwanenburg, vrouwe van Hilvarenbeek (1853-1914)

              - Anna Philippina Catharina barones Sloet tot Hagensdorp, vrouwe van Vosbergen (1816-1864); trouwde in 1838 met Willem Karel Jan baron van Dedem (1808-1887), luitenant-generaal waarna Vosbergen opnieuw naar het geslacht Van Dedem overgaat

            - Catharina Christina Conradina barones Sloet, vrouwe van Ter Heyll (1777-1849)

#### Tak Lindenhorst

##### Geschiedenis
Deze tak bezat aanvankelijk Lindenhorst en Slotenhagen en leverde vele bestuurders op lokaal en provinciaal, een op nationaal niveau. De oudste tak hiervan stierf in 1915 in Nederland uit; van de jongste vestigde een nakomeling zich rond 1865 in Zuid-Afrika en alleen van hem bestaat nog uitgebreid nageslacht in dat laatste land.

##### Enkele telgen
Boldewijn Sloet, heer van Lindenhorst en Slotenhagen (1716-1758), landrentmeester van Vollenhove en Kuinre
- Mr. Coenraad Willem Sloet van Lindenhorst (1743-1809),  in de Ridderschap van Overijssel,lid van de raad, schepen en burgemeester van Deventer, postmeester te Deventer, gecommitterde ter Generaliteit
  - Jan baron Sloet van Lindenhorst (1776-1823), burgemeester van Deventer
    - Jan Gerard baron Sloet van Lindenhorst (1804-1873), directeur der registratie
      - Johanna Margaretha barones Sloet van Lindenhorst (1839-1915); trouwde in 1866 met Mello baron de Vos van Steenwijk, heer van de Havixhorst (1836-1888), burgemeester, lid Provinciale Staten van Drenthe
- Adriana Frederica Johanna barones Sloet tot Lindenhorst (1746-1815), trouwde in 1771 met Frederik Gijsbert van Dedem tot de Gelder, Peckedam, tot de Hachmeule (1743-1820), van 1785 tot 1809 ambassadeur bij de Verheven Porte (Constantinopel) en een van de zes Nederlanders die tussen 1799 en 1813 leden zijn geweest van de Franse Senaat.
- Anna Judith barones Sloet tot Lindenhorst (1750-1829); trouwde in 1810 Jacob Carel Frederik baron van Heerdt, heer van Benthuys (1762-1814), burgemeester van Kampen
- Mr. Reint Wolter baron Sloet van Marxveld (1755-1842), drost van Salland, lid Provinciale en Gedeputeerde Staten van Overijssel, lid en president van de Ridderschap van Overijssel, lid Grote Vergadering van Notabelen (1814), commandeur Duitsche Orde

#### Tak Oldruitenborgh

##### Geschiedenis
Deze tak bezat aanvankelijk nog verscheidene Vollenhover havezaten. Enkele daarvan bleven tot ver in de 20e eeuw in het bezit van deze tak. Van alle havezaten die ooit door het geslacht Sloet werden bezeten, is er alleen nog een over die in het bezit is van het geslacht, en wel van deze tak: Oldenhof. Deze tak leverde bestuurders op lokaal en provinciaal niveau (de stamvader ook op nationaal niveau), terwijl enkelen ook in dienst van het hof traden.
Van deze tak noemden verschillende leden zich Sloet van Marxveld.

##### Enkele telgen
Anthony baron Sloet van Oldruitenborgh, heer van Oldruitenborgh, Toutenburg, Benthuys, Nijerwal en de Oldenhof (1769-1853), coadjutor Duitsche Orde, prefect van de Koning van Holland, lid van de Vergadering van Notabelen (1814), lid Ridderschap en Provinciale Staten van Overijssel
- Mr. Jan Willem baron Sloet van Oldruitenborgh (1792-1863), dijkgraaf, lid Ridderschap en Provinciale Staten van Overijssel
  - Antoinette Adolphine barones Sloet van Oldruitenborgh (1820-1905); trouwde in 1840 met mr. Louis Napoleon baron van der Goes van Dirxland (1806-1885), minister
  - Antoni baron Sloet van Oldruitenborgh (1823-1894), commandeur Duitsche Orde, kamerheer van de koning
    - Jeannette Leontine barones Sloet van Oldruitenborgh (1856-1934); trouwde in 1875 met Henri Emile baron van Herzeele (1848-1914), telg uit het geslacht Van Herzeele
      - Anton Johan Adriaan baron van Herzeele (1882-1960), na het overlijden van zijn broer in 1930 baron (daarvoor jonkheer), bekend geworden als mecenas van de dichter dr. P.C. Boutens (1870-1943)

    - Sophie Adrienne barones Sloet van Oldruitenborgh (1860-1941); trouwde in 1881 met jhr. Helenus Marinus Speelman, heer van Zuylenstein en Leersum (1857-1909), bouwers en bewoners van Kasteel De Wittenburg te Wassenaar
    - Ir. Albert Willem baron Sloet van Oldruitenborgh (1858-1918), industrieel op Java; trouwde in 1881 met een Luikse waarna zijn nageslacht zich in België vestigde en enkelen de Belgische nationaliteit aannamen
      - Juliette barones Sloet van Oldruitenborgh (1884-1966); trouwde in 1913 met Raymond ridder de Longrée (1885-1966), advocaat-generaal bij het Hof van Beroep te Luik en telg uit het geslacht De Longrée
      - Louise Anne barones Sloet van Oldruitenborgh (1886-1986), door haar huwelijk verwante van Marguerite Yourcenar en goed met haar bevriend; trouwde in 1906 met Robert (Belgisch) baron de Borchgrave (1877-1958), industrieel te Brussel en broer van Solange Cleenewerck de Crayencour-de Borchgrave (1882-1969), gehuwd met de halfbroer van Yourcenar, telg uit het geslacht de Borchgrave

  - Gerard baron Sloet van Oldruitenborgh (1831-1911), lid Provinciale Staten van Overijssel, dijkgraaf Waterschap Vollenhove
    - Ir. Anton Henri baron Sloet van Marxveld (1869-1957), dijkgraaf Waterschap Vollenhove, wethouder van Vollenhove
      - Ir. Jan Willem Gerard baron Sloet van Oldruitenborgh (1906-1994), laatste bewoner en eigenaar van Marxveld uit dit geslacht, laatste bewoner van de Oldenhof uit dit geslacht die het in 1976 onderbracht in een stichting tot behoud van het huis
        - Dr. Clara Johanna Margaretha barones Sloet van Oldruitenborgh (1938), beheerder van de Oldenhof
        - Ir. Anthony Boudewijn baron Sloet van Oldruitenborgh (1939), bedrijfskundig ingenieur; trouwde in 1981 met prof. dr. Marianne Sloet van Oldruitenborgh-Oosterbaan (1955), hoogleraar interne diergeneeskunde

      - Clara Johanna barones Sloet van Oldruitenborgh (1908-1996), actuaris; trouwde in 1938 met Johannes Westra van Holthe (1898-1978), archivaris en publicist over onder andere de havezaten van Vollenhove en dus die van het geslacht van zijn echtgenote
      - Eleonora Digna Friederike barones Sloet van Oldruitenborgh (1912-1941); trouwde in 1941 met mr. Godert Alexander Frederik baron van Lynden, heer van Horstwaerde en Riethoeven (1910-2002), burgemeester
      - Annie Boudewina Geertruida barones Sloet van Oldruitenborgh (1915-1989), laatste bewoner van huis Hagensdorp uit dit geslacht

    - Isabella Geertruida barones Sloet van Marxveld (1874-1973), bewoonster van de Oldenhof, liet het huis na aan haar neef ir. Jan Willem Gerard baron Sloet van Oldruitenborgh (1906-1994)
- Willem Johan Philip baron Sloet van Toutenburg (1796-1873), opperhoutvester, lid Ridderschap van Overijssel
  - Isabelle Antoinette barones Sloet van Toutenburg (1823-1872), hofdame van prinses Frederik; trouwde in 1852 met mr. Jacob Derk Carel baron van Heeckeren, heer van Nettelhorst en Borculo, Wassenaar, Zuidwijk, Lage, Dieren, Weldam, Olidam, Wegdam, Obdam, Spierdijk, Hensbroek, Zijpe, Wogmeer en Kernheim (1809-1875), Eerste Kamerlid
- Anton Henri baron Sloet van Oldruitenborgh (1798-1871), luitenant-kolonel
  - Anthony baron Sloet van Oldruitenborgh (1851-1935), burgemeester, laatste bewoner van huis Oldruitenborgh uit dit geslacht
    - Anton Henri baron Sloet van Oldruitenborgh (1880-1950), burgemeester
    - Egbert baron Sloet van Oldruitenborgh (1882-1945), administrateur
      - Mr. Anton Frederik baron Sloet van Oldruitenborgh (1912-1962), vertegenwoordiger
        - Egbert Frans baron Sloet van Oldruitenborgh (1947), reclame-ontwerper, PR manager
          - Annieke barones Sloet van Oldruitenborgh (1972), actrice; trouwde in 2006 met jhr. dr. Pieter Willem van Foreest (1969), senior risk manager, telg uit het oud-adellijke geslacht Van Foreest